# Satrapie

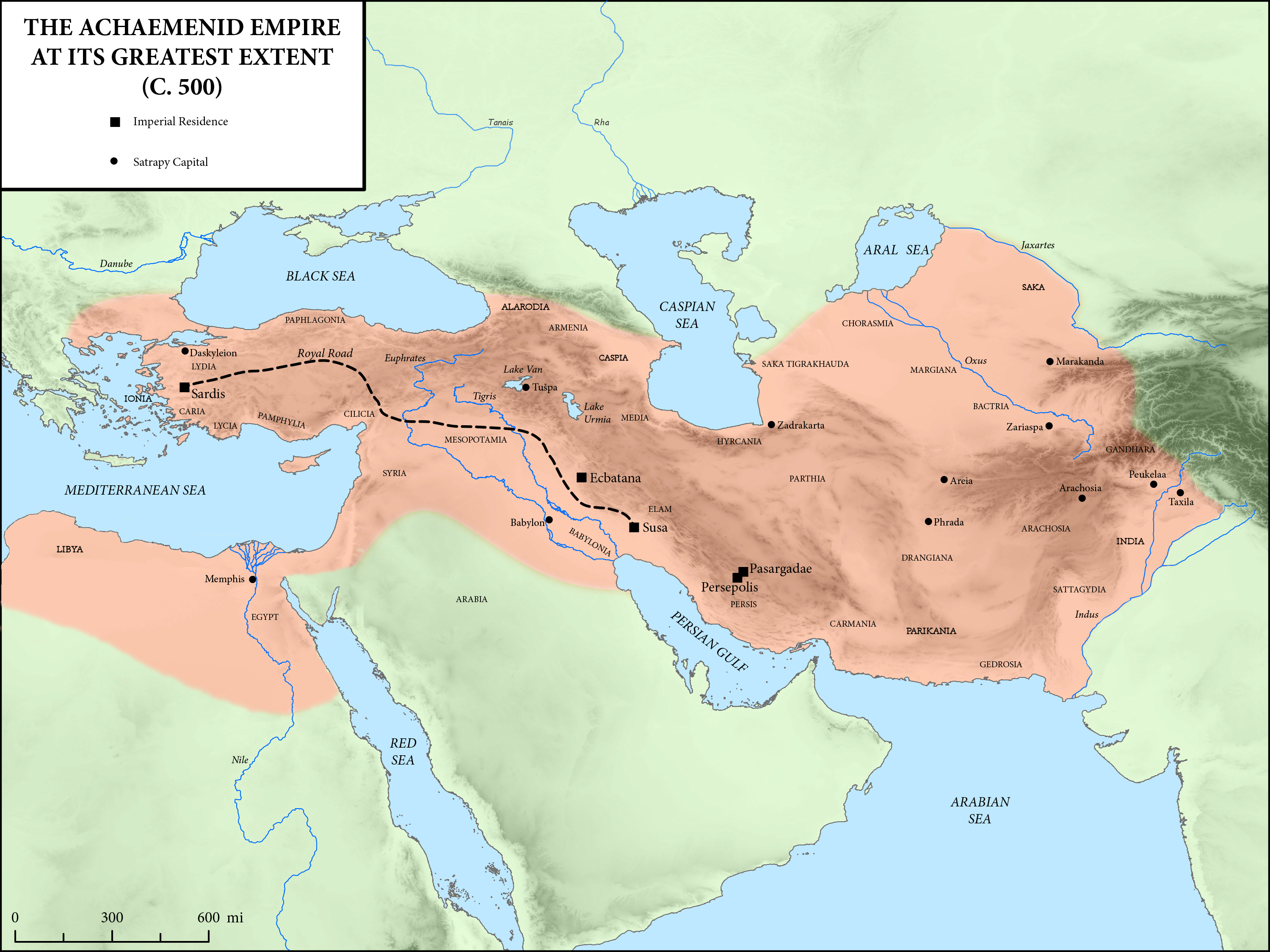
Rijk van de Achaemeniden

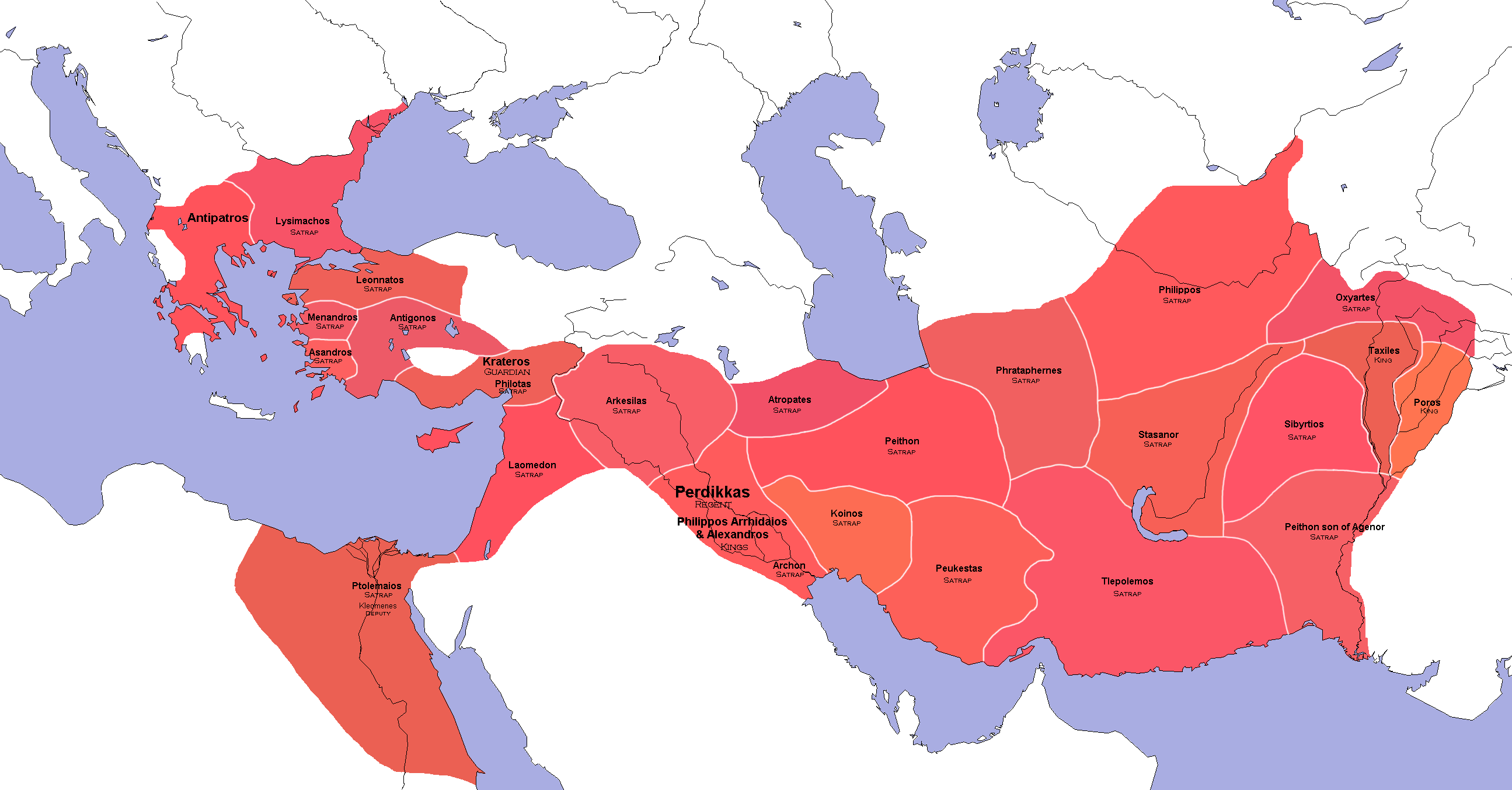
De satrapieën van het Macedonische Rijk bij de rijksdeling van Babylon in 322 v.Chr.

Een satrapie was een oud-Perzische provincie bestuurd door een satraap. Deze bestuursvorm ontstond in het Perzische Rijk onder de Achaemeniden, maar werd ook later nog toegepast, zoals onder de Sassaniden en in andere rijken zoals die van Alexander de Grote en diens Helleense opvolgers, de diadochen.
Volgens Herodotus, de voornaamste bron voor de Perzische provincies, deelde sjah Darius I zijn rijk in 20 satrapieën op, met elk een vertrouweling aan het hoofd. De satrapen moesten ieder jaar tribuut aan de Achaemeniden afdragen, aan de Perzische sjah. Volgens Herodotus in zijn werk Historiën uit de tijd van Artaxerxes I (465-424 v.Chr.) waren de Perzische satrapieën:
1. Ionië, Magnesia aan de Meander, Eolië, Karië, Lycië, Milyas en Pamfylië
2. Mysië, Lydië, Lasonië, Kabalië en Hytennië
3. Frygië, Frygië aan de Hellespont, Aziatisch Thracië, Paflagonië, Mariandynië en Syrië
4. Cilicië
5. het land tussen Posideion en Egypte, met uitzondering van de Arabische gebieden. Dit omvatte ook Fenicië, Palestina en Cyprus.
6. Egypte met Libië, Cyrene en Barca
7. Sattagydië, Gandhara, Dadikië en Aparytië
8. Susa en de rest van Kissië
9. Babylonië en de rest van het Assyrische Rijk
10. Ekbatana, de rest van het rijk van de Meden, Parikaniërs en Orthokorybantiërs
11. Kaspiërs, Pausikiërs, Pantmathiërs en Dareitiërs
12. Bactrië tot Aigli
13. Pactye, Armenië en de volkeren tot de Zwarte Zee
14. Sagartië, Drangiana, Tamanaiërs, Oedi, Mykiërs en de eilanden in de Perzische Golf
15. Saken en Kaspiërs
16. Parthia, Chorasmië, Sogdië en Arië
17. Parikanië, Aziatische Ethiopiërs
18. Matiëne, Saspeirië en Alarodië
19. Moschiërs, Tibareniërs, Makroniërs, Mossynoikers en Mariërs
20. Indos

Herodotus rekende Perzië zelf hier niet toe, aangezien de Perzen vrijgesteld waren van tribuut.
Het satrapiestelsel bleef na de verovering van het Perzische Rijk door Alexander de Grote min of meer intact. Alexander de Grote stelde ook satrapen aan. De provincies in de Aziatische diadochenrijken die na de opdeling van Alexanders rijk ontstonden, zoals het Seleucidische Rijk en het rijk van de Antigoniden, werden ook satrapieën genoemd. De naam werd in Centraal-Azië en India ook gebruikt in zelfstandig geworden gebieden zoals Grieks Bactrië en de Indo-Griekse rijken. Toen deze gebieden door de Indo-Scythen en Kushana's werden veroverd bleef men provincies nog satrapieën noemen en de gouverneurs satrapen, tot in de vroege middeleeuwen. De dynastie van de westelijke satrapen in India kwam voort uit Indo-Scythische bestuurders van satrapieën.